# CD 카스테욘
CD 카스테욘(스페인어: Club Deportivo Castellón, S.A.D.)은 스페인 발렌시아 지방의 도시인 카스테욘도 카스테욘데라플라나를 연고로 하는 축구단이다. 1922년 7월 22일에 창단되었으며 현재 프리메라 페데라시온에서 활동하고 있다.
2011년 7월 18일에 선수 임금 체불 문제로 3부 리그에서 퇴출되어 당시 4부 리그로 강등되었다. 2017년 6월에 카스테욘 출신의 파블로 에르난데스가 같은 팀 출신의 앙헬 딜버트, 사업가인 빈센트 몬테시노스와 다른 몇 명과 함께 컨소시엄을 만들어 구단을 인수했다.
2020년 7월 26일에 카스테욘은 승격 플레이오프 결승에서 UE 코르넬랴를 꺾고 승격하며 10년만에 2부 리그로 돌아왔다.

## 성적
- 코파 델 레이
  - 준우승 1회 (1972–73)
- 세군다 디비시온
  - 우승 3회 (1940–41, 1980–81, 1988–89)
- 세군다 디비시온 B
  - 우승 1회 (2002–03)

## 선수 명단

### 현역
참고: FIFA 자격 규정에 따라 소속된 국가대표팀 국기를 표시합니다. 선수는 복수의 FIFA 비회원국 국적을 가지고 있을 수 있습니다.
| 번호 | 포지션 | 국적 | 이름                |
| ---- | ------ | ---- | ------------------- |
| 1    | GK     |      | 곤살로 크레타즈     |
| 11   | FW     |      | 더글라스 아우렐리우 |
| 18   | MF     |      | 알베르 로틴         |

| 번호 | 포지션 | 국적 | 이름                |
| ---- | ------ | ---- | ------------------- |
| 22   | DF     |      | 치리노 다이지로     |
| 30   | GK     |      | 브라이언 슈웨크     |
| 33   | DF     |      | 조주아 베르트로우드 |

## 역대 감독
| 감독                 | 임기        |
| -------------------- | ----------- |
| 뤼시앙 뮈예르        | 1970 ~ 1974 |
| 프란시스코 헨토      | 1974        |
| 알프레도 디 스테파노 | 1976 ~ 1977 |
| 뤼시앙 뮈예르        | 1991        |
| 호세 무르시아        | 2007 ~ 2008 |
| 후안 카를로스 가리도 | 2021        |